# Бони, Иван Иванович
Ива́н Ива́нович Бони́ (19 января 1877 — после 1927, Москва) — русский архитектор, мастер модерна.

## Биография
Являлся подданным Швейцарии. В 1889 году поступил Московское училище живописи, ваяния и зодчества, но выбыл, не окончив курса обучения. В 1892 году просил вновь принять его в МУЖВЗ. В 1920-х годах занимался частной практикой. Жил в Армянском переулке, 7 и на Большой Дмитровке, 7. Несмотря на малочисленность построек архитектора, произведения И. И. Бони, по мнению доктора искусствоведения М. В. Нащокиной, ярко характеризуют лицо московского модерна.

## Проекты и постройки в Москве
- Доходный дом Высоко-Петровского монастыря (1900, Петровский бульвар, 2)[сн 1];
- Дом Обряжновых (1901, Кривоникольский переулок, 5/2), не сохранился;
- Дом Н. Р. Слетова (1902, Садовая-Триумфальная улица), не сохранился;
- Особняк А. Ф. Беляева (1902, улица Спиридоновка, 11), объект культурного наследия регионального значения[4];
- Летний сад ресторана «Эрмитаж» во владении Л. Н., А. Я. и Н. Я. Пеговых (1902—1903, Неглинная улица, 29), не сохранился;
- Корпуса лакокрасочного завода Мамонтовых (1902—1904, Звенигородское шоссе, 3)
- Конкурсный проект павильона Скакового общества (1903), не осуществлён;
- Здание-вход и обеденный зал «Зимний сад» ресторана «Эрмитаж» (1905, Неглинная улица, 29), ценный градоформирующий объект[4];
- Деревянная церковь Святого Георгия Сумского гусарского полка на Хамовническом плацу (1910—1912, на месте двора дома 23/7 по Комсомольскому проспекту), не сохранилась[5], снесена после 1917 года.

### Сноски
1. ↑  Здесь и далее проекты и постройки даны в хронологическом порядке по М. В. Нащокиной, с необходимыми дополнениями и уточнениями.